# Реймі (Пенсільванія)
Реймі (англ. Ramey) — місто (англ. borough) в США, в окрузі Клірфілд штату Пенсільванія. Населення — 436 осіб (2020).

## Географія
Реймі розташоване за координатами 40°48′9″ пн. ш. 78°24′2″ зх. д. / 40.80250° пн. ш. 78.40056° зх. д. (40.802500, -78.400563).  За даними Бюро перепису населення США в 2010 році місто мало площу 2,41 км², з яких 2,40 км² — суходіл та 0,01 км² — водойми.

## Демографія
Згідно з переписом 2010 року, у селищі мешкала 451 особа в 191 домогосподарстві у складі 130 родин. Густота населення становила 187 осіб/км².  Було 221 помешкання (92/км²).
Расовий склад населення:
| - 100,0 % — білих |

До двох чи більше рас належало 0,0 %. Частка іспаномовних становила 0,4 % від усіх жителів.
За віковим діапазоном населення розподілялося таким чином: 18,8 % — особи молодші 18 років, 63,0 % — особи у віці 18—64 років, 18,2 % — особи у віці 65 років та старші. Медіана віку мешканця становила 45,1 року. На 100 осіб жіночої статі у селищі припадало 96,1 чоловіків;  на 100 жінок у віці від 18 років та старших — 95,7 чоловіків також старших 18 років.
Середній дохід на одне домашнє господарство  становив 51 045 доларів США (медіана — 43 125), а середній дохід на одну сім'ю — 57 027 доларів (медіана — 51 250). Медіана доходів становила 48 125 доларів для чоловіків та 35 417 доларів для жінок. За межею бідності перебувало 13,4 % осіб, у тому числі 26,9 % дітей у віці до 18 років та 2,9 % осіб у віці 65 років та старших.
Цивільне працевлаштоване населення становило 173 особи. Основні галузі зайнятості: освіта, охорона здоров'я та соціальна допомога — 27,2 %, будівництво — 15,0 %, роздрібна торгівля — 13,9 %.